# Piletocera reducta
Piletocera reducta is een vlinder van de familie van de grasmotten (Crambidae). De wetenschappelijke naam van deze soort is voor het eerst voorgesteld als Desmia reducta door Francis Walker in een publicatie uit 1866.
De soort komt voor in Indonesië (West-Papoea).